# 버지니아 피어슨

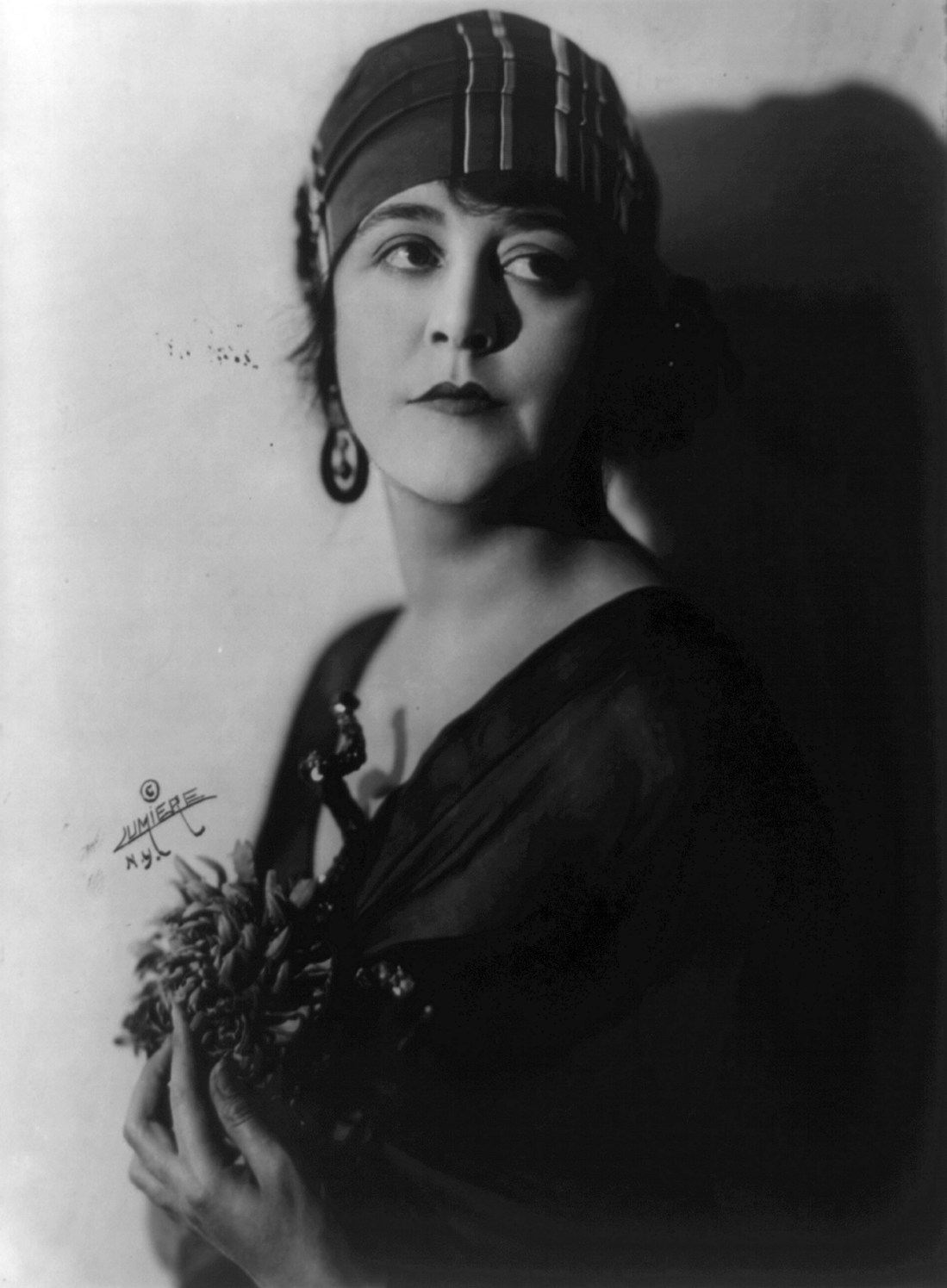

버지니아 피어슨(Virginia Pearson, 1886년 3월 7일 ~ 1958년 6월 6일)은 미국의 배우, 연극 배우, 영화배우이다.
할리우드에서 사망하였다. 사인은 신부전이다.

## 영화
- 레드 키모나 (1925년)
- 오즈의 마법사 (1925년)
- 오페라의 유령 (1925년)